# Leptodrassex
Leptodrassex is een geslacht van spinnen uit de familie bodemjachtspinnen (Gnaphosidae).

## Soorten
De volgende soorten zijn bij het geslacht ingedeeld:
- Leptodrassex algericus (Dalmas, 1919)
- Leptodrassex hylaestomachi (Berland, 1934)
- Leptodrassex memorialis (Spassky, 1940)
- Leptodrassex simoni Dalmas, 1919